# Euphaea tricolor
Euphaea tricolor är en trollsländeart som beskrevs av Selys 1859. Euphaea tricolor ingår i släktet Euphaea och familjen Euphaeidae. Inga underarter finns listade i Catalogue of Life.